# 吉木りさのエンジョイ・ドライビング・サンデー
『吉木りさのエンジョイ・ドライビング・サンデー』（よしきりさのエンジョイドライビングサンデー）は、2011年4月10日から6月26日までTBSラジオで放送されたトーク番組である。

## パーソナリティー
- 吉木りさ（タレント・歌手）
- 田中みな実（当時TBSアナウンサー）

## 放送時間
毎週日曜日12：30-13：00

## 概要
パーソナリティーの吉木りさと田中みな実のトーク。後半はゲストを迎えてトークをする。エンディングは二人で「エンジョイ!ドライブ!エンジョイサンデー!」とあわせるが、吉木が必ず吹いてしまい、別のフレーズを考えたこともある。
田中は「サンデー・ジャポン」や「さんまのSUPERからくりTV」などで見せるブリッコキャラを封印、低いトーンで番組を仕切り、吉木へのキツいツッコミで番組を盛り上げた。

## コーナー
吉木りさのん〜センチ
- 吉木の周りのものを田中がメジャーを使い測る。それが何の長さかリスナーが当てる。何を測ったかはエンディングで発表される。

## ゲスト
番組公式HPより転載
- 喜屋武ちあき
- 土井敏之（TBSアナウンサー）
- 菜々緒[1]
- 佐藤かよ